# Lespezi (okręg Konstanca)
Lespezi (tur. Tekeköy) – wieś w Rumunii, w okręgu Konstanca, w gminie Dobromir. W 2011 roku liczyła 547 mieszkańców.